# Estação Solférino
Solférino é uma estação da linha 12 do Metrô de Paris, localizada no 7.º arrondissement de Paris.

## Localização
Ele se localiza entre as estações Assemblée Nationale e Rue du Bac.

## História
A estação foi aberta em 5 de novembro de 1910. Ela deriva seu nome da rue de Solférino, que presta homenagem à cidade de Solferino, onde as tropas franco-piemontesas comandadas por Napoleão III derrotaram os Austríacos em 1859. Ela tem como sub-título Musée d'Orsay, nome do museu nacional situado a menos de 300 metros. Este sub-título no entanto não está presente nas plataformas da estação, a tipografia "Nord-Sud" não o permite.
Em 2011, 2 449 915 passageiros entraram nesta estação. Ela viu entrar 2 632 023 passageiros em 2013, o que a coloca na 206ª posição das estações de metrô por sua frequência em 302.

## Serviços aos Passageiros

### Acessos
A estação tem dois acessos: um se situa na place Jacques-Bainville e o segundo na esquina da rue Saint-Dominique e do boulevard Saint-Germain.

### Plataformas

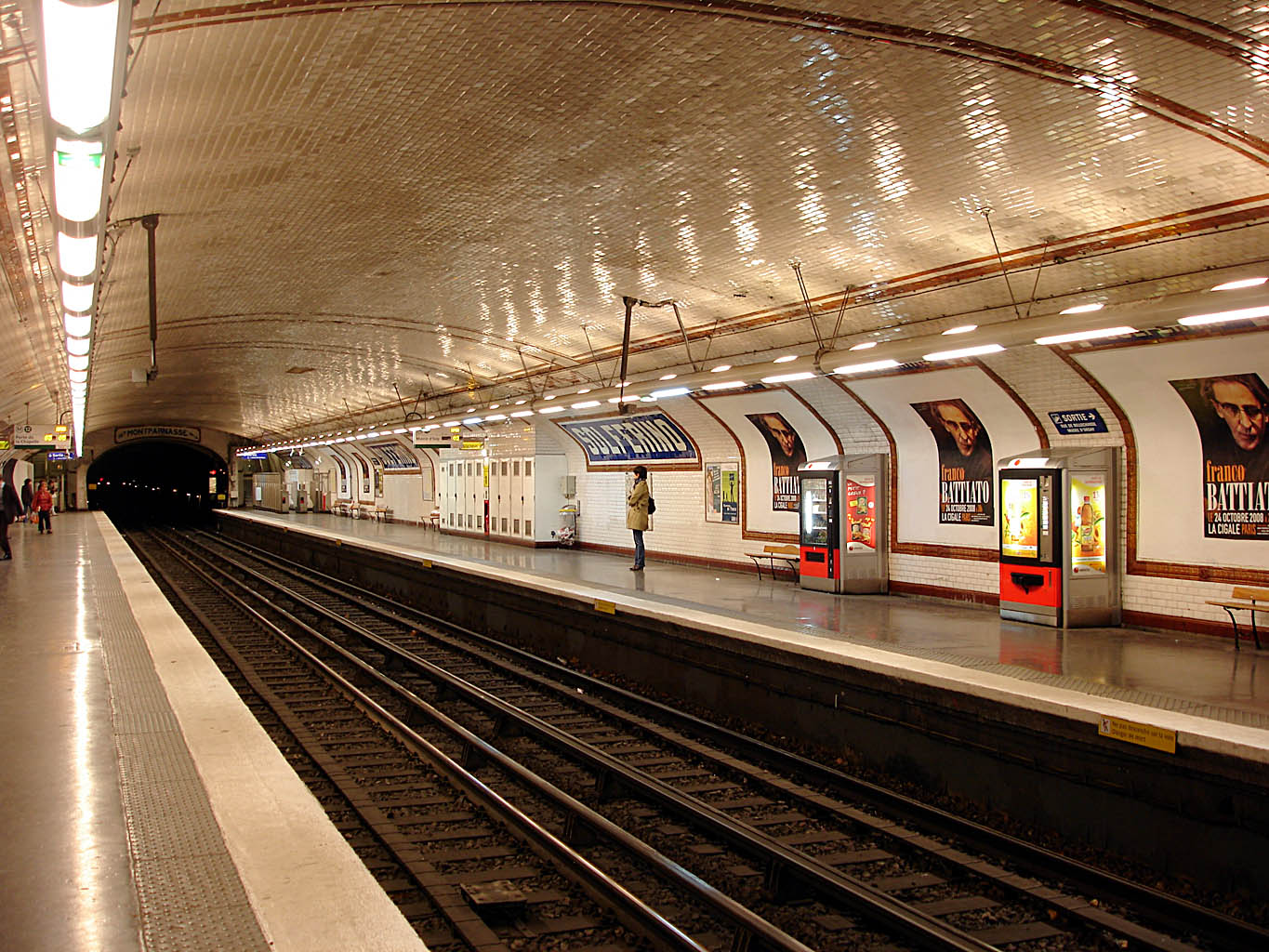
Vista das plataformas da estação, em direção de Mairie d'Issy.

A estação ainda tem sua decoração original, um estilo característico do "Nord-Sud": pequenas telhas biseladas, quadros publicitários, direção inscrita em faiança nos tímpanos, nome da estação em letras grandes também em faiança, etc. Ele é com Porte de la Chapelle uma das duas estações da linha a não ter sido renovada uma única vez e conservar seu estilo "Nord-Sud".

### Intermodalidade
A estação é servida pelas linhas 63, 68, 69, 73, 83, 84 e 94 da rede de ônibus RATP e, à noite, pela linha N02 da rede Noctilien.
A linha C do RER se encontra próxima: Estação do Musée d'Orsay a 250 metros em redor da via para o norte da rue de Bellechasse. Esta correspondência é incluída nos mapas da linha 12 do metrô como uma linha pontilhada. Ela é mantida sem qualquer distinção especial no mapa do RER C.

## Pontos turísticos
- Prefeitura do 7.º arrondissement
- Museu de Orsay
- Sede do Partido Socialista

## Galeria de fotografias

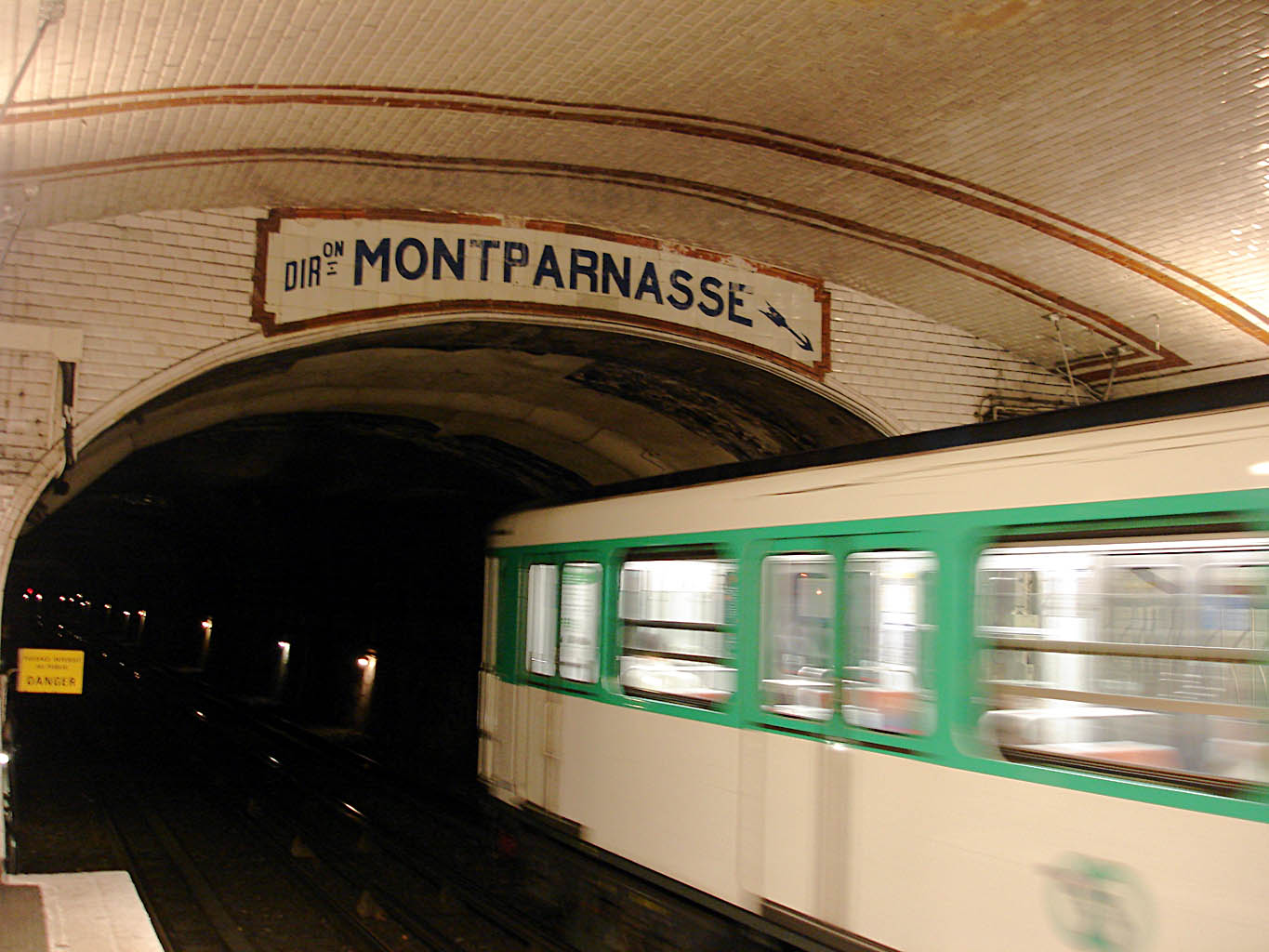
Tímpanos de estilo Nord-Sud indicando a direção.
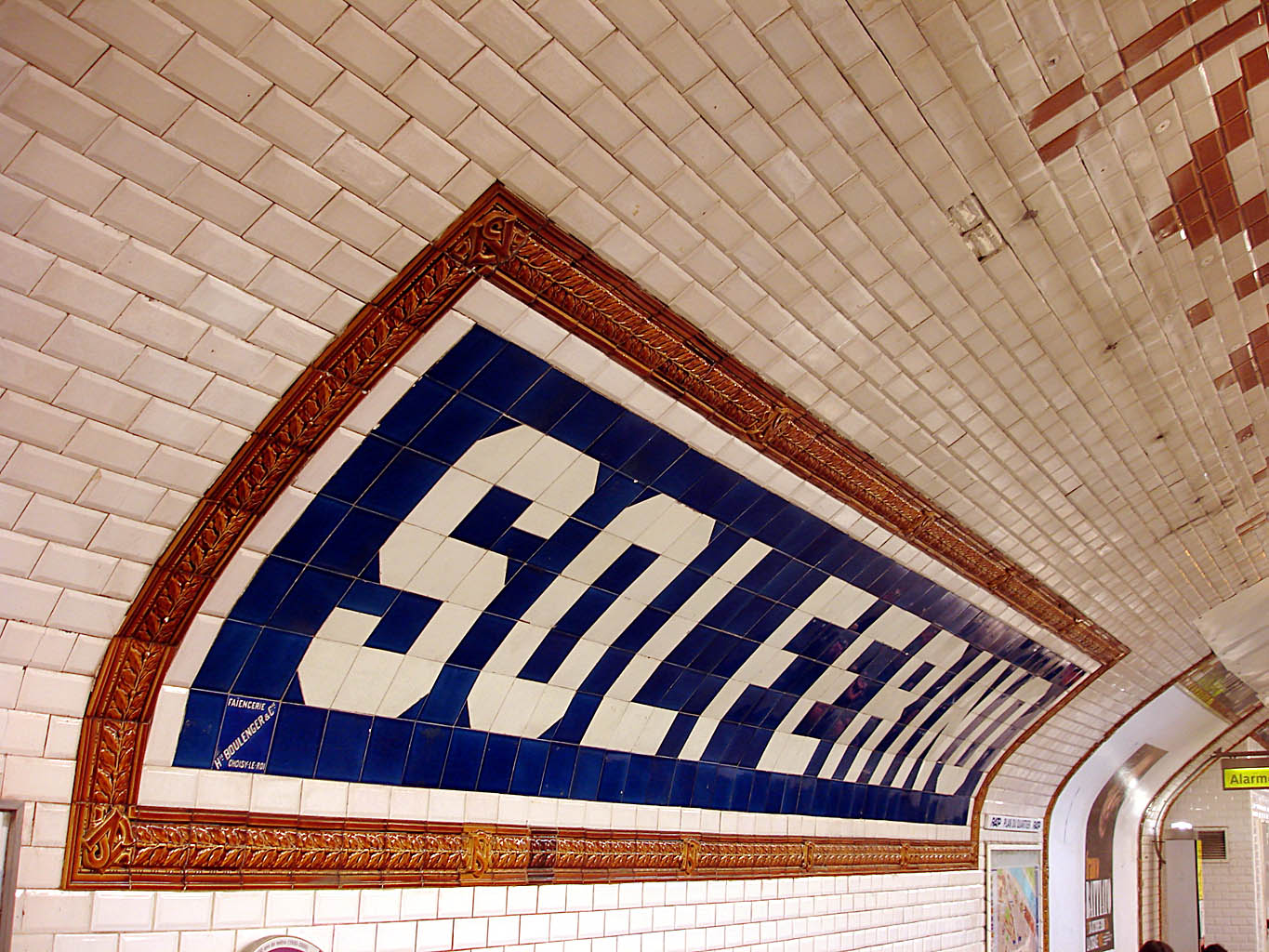
Telhas em faiança de estilo Nord-Sud indicando o nome da estação.
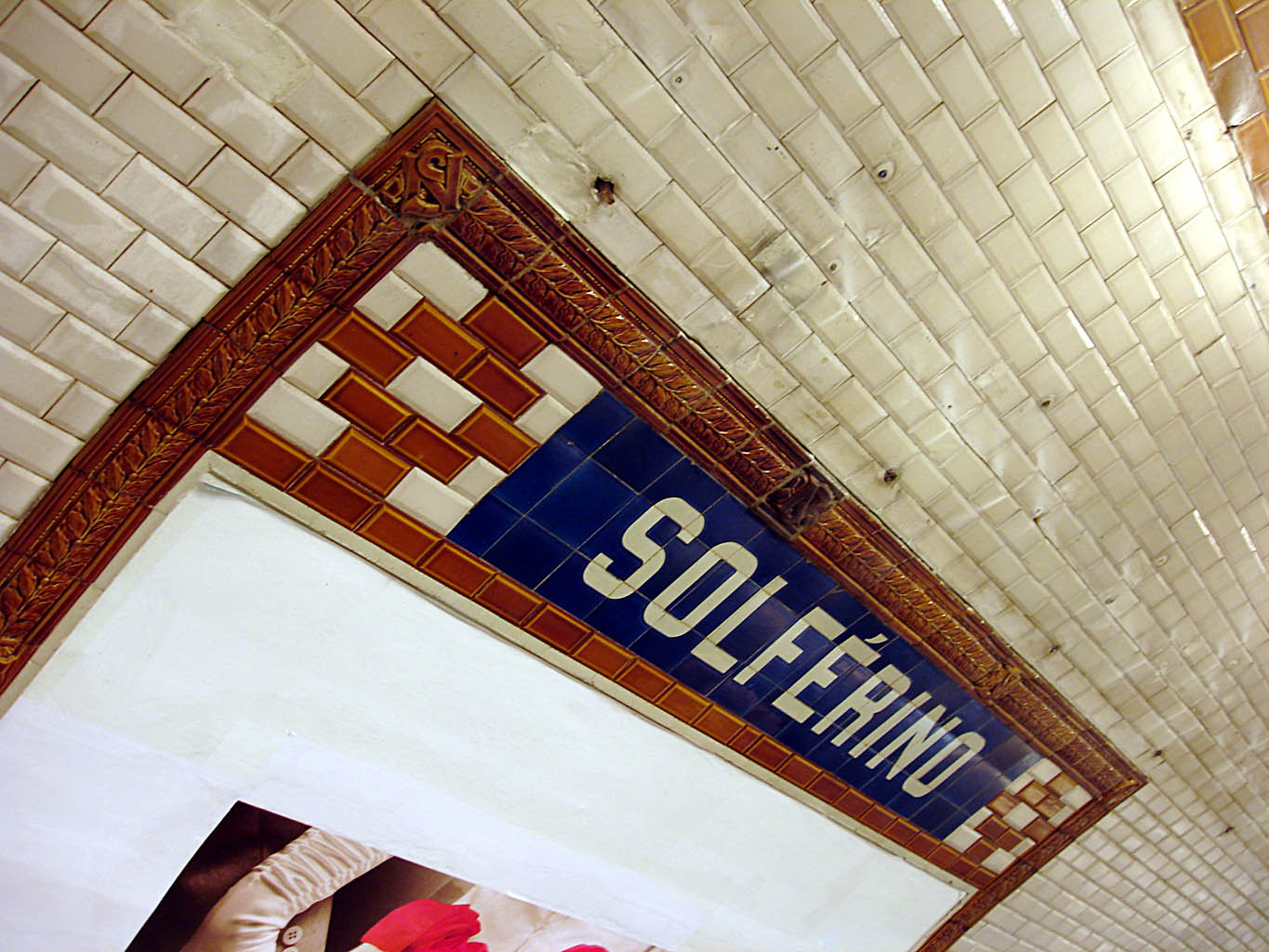
Painel publicitário de estilo Nord-Sud.